# Lutas nos Jogos Olímpicos de Verão de 2024 - Livre até 97 kg masculino
A categoria livre até 97 kg masculino das lutas nos Jogos Olímpicos de Verão de 2024 foi realizada no Grand Palais Éphémère em Paris, França, em 10 e 11 de agosto de 2024. Um total de 16 lutadores, cada um representando um Comitê Olímpico Nacional (CON), participaram do evento.

## Qualificação
Dezesseis vagas de cota estavam disponíveis, com cada CON restrito a no máximo uma vaga. Foram atribuídas cinco vagas no Campeonato Mundial de Luta de 2023, entre 16 e 24 de setembro em Belgrado, na Sérvia. Os finalistas de cada categoria nos quatro torneios de qualificação continentais (Ásia, Europa, Américas e o combinado África e Oceania) também receberam vagas de cota. O restante das vagas foi alocado no Torneio de Qualificação Olímpica de 2024, oferecendo um mínimo de três cotas.

## Calendário
Horário local (UTC+2)
| Data                 | Horário | Fase                |
| -------------------- | ------- | ------------------- |
| 10 de agosto de 2024 | 11:30   | Fases eliminatórias |
| 10 de agosto de 2024 | 18:15   | Semifinais          |
| 11 de agosto de 2024 | 11:00   | Repescagem          |
| 11 de agosto de 2024 | 19:30   | Finais              |

## Medalhistas
| Ouro   | BRN Akhmed Tazhudinov                           |
| Prata  | GEO Givi Matcharashvili                         |
| Bronze | AZE Magomedkhan Magomedov IRI Amir Ali Azarpira |

## Resultados
A competição foi realizada em dois dias até a definição dos medalhistas:
Legenda
- F — Vitória por queda.

### Chave principal
|  | Oitavas de final          | Oitavas de final          | Oitavas de final |  |  | Quartas de final          | Quartas de final          | Quartas de final        |    |                           | Semifinais                | Semifinais              | Semifinais |  |  | Final | Final | Final |
|  |                           |                           |                  |  |  |                           |                           |                         |    |                           |                           |                         |            |  |  |       |       |       |
|  | AZE Magomedkhan Magomedov | AZE Magomedkhan Magomedov | 9                |  |  |                           |                           |                         |    |                           |                           |                         |            |  |  |       |       |       |
|  | DOM Luis Miguel Pérez     | DOM Luis Miguel Pérez     | 0                |  |  | AZE Magomedkhan Magomedov | AZE Magomedkhan Magomedov | 7                       |    |                           |                           |                         |            |  |  |       |       |       |
|  | MDA Radu Lefter           | MDA Radu Lefter           | 2                |  |  | POL Zbigniew Baranowski   | POL Zbigniew Baranowski   | 2                       |    |                           |                           |                         |            |  |  |       |       |       |
|  | POL Zbigniew Baranowski   | POL Zbigniew Baranowski   | 8                |  |  |                           |                           |                         |    | AZE Magomedkhan Magomedov | AZE Magomedkhan Magomedov | 0                       |            |  |  |       |       |       |
|  | GEO Givi Matcharashvili   | GEO Givi Matcharashvili   | 12               |  |  |                           | GEO Givi Matcharashvili   | GEO Givi Matcharashvili | 5  |                           |                           |                         |            |  |  |       |       |       |
|  | RSA Nicolaas De Lange     | RSA Nicolaas De Lange     | 2                |  |  | GEO Givi Matcharashvili   | GEO Givi Matcharashvili   | 11                      |    |                           |                           |                         |            |  |  |       |       |       |
|  | UKR Murazi Mchedlidze     | UKR Murazi Mchedlidze     | 5                |  |  | UKR Murazi Mchedlidze     | UKR Murazi Mchedlidze     | 0                       |    |                           |                           |                         |            |  |  |       |       |       |
|  | TUR İbrahim Çiftçi        | TUR İbrahim Çiftçi        | 1                |  |  |                           |                           |                         |    |                           | GEO Givi Matcharashvili   | GEO Givi Matcharashvili | 0          |  |  |       |       |       |
|  | USA Kyle Snyder           | USA Kyle Snyder           | 9                |  |  |                           | BRN Akhmed Tazhudinov     | BRN Akhmed Tazhudinov   | 2F |                           |                           |                         |            |  |  |       |       |       |
|  | CHN Habila Awusayiman     | CHN Habila Awusayiman     | 5                |  |  | USA Kyle Snyder           | USA Kyle Snyder           | 5F                      |    |                           |                           |                         |            |  |  |       |       |       |
|  | CUB Arturo Silot          | CUB Arturo Silot          | 5                |  |  | CUB Arturo Silot          | CUB Arturo Silot          | 0                       |    |                           |                           |                         |            |  |  |       |       |       |
|  | GER Erik Thiele           | GER Erik Thiele           | 0                |  |  |                           |                           |                         |    | USA Kyle Snyder           | USA Kyle Snyder           | 4                       |            |  |  |       |       |       |
|  | KAZ Alisher Yergali       | KAZ Alisher Yergali       | 6                |  |  |                           | BRN Akhmed Tazhudinov     | BRN Akhmed Tazhudinov   | 6  |                           |                           |                         |            |  |  |       |       |       |
|  | EGY Mostafa El-Ders       | EGY Mostafa El-Ders       | 2                |  |  | KAZ Alisher Yergali       | KAZ Alisher Yergali       | 2                       |    |                           |                           |                         |            |  |  |       |       |       |
|  | IRI Amir Ali Azarpira     | IRI Amir Ali Azarpira     | 3                |  |  | BRN Akhmed Tazhudinov     | BRN Akhmed Tazhudinov     | 14                      |    |                           |                           |                         |            |  |  |       |       |       |
|  | BRN Akhmed Tazhudinov     | BRN Akhmed Tazhudinov     | 4                |  |  |                           |                           |                         |    |                           |                           |                         |            |  |  |       |       |       |

### Repescagem
|  | Repescagem            | Repescagem            | Repescagem |  | Disputa pelo bronze       | Disputa pelo bronze       | Disputa pelo bronze |  |  |  |  |
|  |                       |                       |            |  |                           |                           |                     |  |  |  |  |
|  | RSA Nicolaas De Lange | RSA Nicolaas De Lange | 3          |  | UKR Murazi Mchedlidze     | UKR Murazi Mchedlidze     | 0                   |  |  |  |  |
|  | UKR Murazi Mchedlidze | UKR Murazi Mchedlidze | 5          |  | AZE Magomedkhan Magomedov | AZE Magomedkhan Magomedov | 10                  |  |  |  |  |
|  |                       |                       |            |  |                           |                           |                     |  |  |  |  |
|  | IRI Amir Ali Azarpira | IRI Amir Ali Azarpira | 6          |  | IRI Amir Ali Azarpira     | IRI Amir Ali Azarpira     | 4                   |  |  |  |  |
|  | KAZ Alisher Yergali   | KAZ Alisher Yergali   | 1          |  | USA Kyle Snyder           | USA Kyle Snyder           | 1                   |  |  |  |  |